# Şuşa
Şuşa (, in armeno Շուշի?, Šowši o Šuši, trasl. angl. Shushi; in russo Шуша?, Šuša, trasl. angl. Shusha) è una città dell'Azerbaigian, capoluogo dell'omonimo distretto. Tra il 1992 e il 2020, la città venne controllata dalla repubblica dell'Artsakh, all'interno della quale era capoluogo della regione di Shushi. L'Azerbaigian è tornato a controllarla dopo la battaglia di Shushi nel 2020.
La sua attuale popolazione è di oltre quattromila abitanti a fronte dei quindicimila (in prevalenza azeri) che vi risiedevano prima dello scoppio della prima guerra del Nagorno Karabakh.
Sorge in cima ad una montagna ad un'altitudine compresa tra i 1 400 ed i 1 800 metri. Gravemente distrutta dagli eventi bellici, la città da alcuni anni ha intrapreso la strada di una lenta ricostruzione cercando di sviluppare la risorsa turistica; sono nati diversi hotel e imprese del settore.
La ricostruzione è partita anche dalla cattedrale di Ġazančec'oc' che si staglia sulla sommità, bianca, imponente e solitaria. La vocazione religiosa di Şuşa è testimoniata anche da altre chiese e da due moschee sopravvissute alla guerra.

## Storia

### Origini
La città è fondata verso il 1750 facente parte del khanato del Karabakh, poi nel diciannovesimo secolo integrato nell'impero russo. Nel 1830 la città viene divisa in due parti: i quartieri orientali sono destinati ai musulmani azeri, mentre quelli occidentali ai cristiani armeni.

### Lo sviluppo nel Novecento
Questa divisione della città acuisce la tensione tra i due gruppi etnici e le prime violenze si registrano agli inizi del Novecento. Nel 1920 l'ennesimo pronunciamento di autodeterminazione dell'ottavo Congresso del popolo del Karabakh (23 febbraio - 4 marzo) che chiede l'annessione all'Armenia e contesta l'appartenenza forzata all'Azerbaigian provoca una reazione militare che si trasforma rapidamente in un pogrom: tra il 22 marzo ed il 13 aprile forze turche ed azere penetrano nella regione e colpiscono in particolare i quartieri cristiani di Šuši provocando la morte di ventimila armeni.. A seguito di tali fatti la città, unica nell'ambito di tutta la regione, rimane popolata prevalentemente da azeri e la sua popolazione cala a non più di diecimila abitanti. Tale declino viene confermato nel 1923 allorché il capoluogo regionale diviene Step'anakert.

### La prima guerra
Durante la guerra le forze azere sfruttano la posizione strategica di Šuši per colpire la vicina capitale e il corridoio di Laçın dove transitano gli aiuti provenienti dall'Armenia. L'8 maggio 1992 una spettacolare operazione militare guidata da Arkady Ter-Tatevosyan consente alle milizie armene del Karabakh di conquistare la città. Cade l'ultimo caposaldo azero nel territorio conteso e la guerra cambia il suo corso; pochi giorni dopo verrà liberato anche il corridoio di Laçın.

### La rinascita
Terminato il conflitto la città si avvia ad una lenta ricostruzione. Molti quartieri sono distrutti e il numero di abitanti sensibilmente diminuito. Šuši, con la sua fortezza, la moschea e la nuova cattedrale, viene interessata da un progetto di riqualificazione culturale ed artistica. Qui si trasferisce nell'autunno del 2012 il ministero della cultura. Dal 2011 si tiene un simposio internazionale di scultura (al quale partecipano anche artisti italiani) le cui opere in concorso sono lasciate al patrimonio della città. Fino al 2020 erano sorte strutture alberghiere per sostenere il settore turistico della città.

### La seconda guerra
Dal 2 al 9 novembre 2020 si è combattuta la battaglia di Šuši, che ha provocato ingenti danni alla cattedrale di Ġazančec'oc' ed è terminata con la capitolazione e la consegna della città alle forze occupanti armene. Nella difesa di Šuši, molti soldati armeni sono caduti. Dopo la conquista azera la popolazione armena della città è fuggita.

## Società

### Evoluzione demografica
In relazione alle vicende storiche che hanno interessato la città, la composizione etnica della stessa, come si evince dalla sottostante tabella, ha subito importanti oscillazioni nella componente azera e armena. Fino ai massacri ed espulsioni di armeni nel 1920, sussisteva un rapporto di sostanziale equilibrio fra le due etnie con una leggera prevalenza armena su quella azera. Dopo i massacri di armeni, la città rimane abitata prevalentemente da azeri. Alla fine degli anni ottanta e con lo scoppio della guerra gli ultimi armeni residenti abbandonano la città, ma dopo la conquista della stessa è la volta della componente azera a lasciarla.
| Anno | Armeni | perc. | Azeri  | perc. | altri | perc. | Totale |
| ---- | ------ | ----- | ------ | ----- | ----- | ----- | ------ |
| 1851 | 15 188 | 56,7% | 11 595 | 43,3% | 23    | 0,1%  | 15 194 |
| 1886 | 15 188 | 56,7% | 11 595 | 43,3% | 23    | 0,1%  | 26 806 |
| 1897 | 14 420 | 55,7% | 10 778 | 41,6% | 683   | 2,6%  | 25 881 |
| 1904 |        | 56,5% |        | 43,2% |       |       | 25 656 |
| 1916 | 23 396 | 53,3% | 19 121 | 43,6% | 1 352 | 3,1%  | 43 869 |
| 1926 | 93     | 1,8%  | 4 900  | 96,4% | 111   | 2,2%  | 5 104  |
| 1939 | 1 476  | 27,2% | 3 701  | 68,2% | 247   | 4,5%  | 5 424  |
| 1959 | 1 428  | 23,3% | 4 453  | 72,8% | 236   | 3,9%  | 6 117  |
| 1970 | 1 540  | 17,7% | 6 974  | 80,2% | 179   | 2,1%  | 8 693  |
| 1979 | 1 409  | 13,1% | 9 216  | 85,5% | 159   | 1,5%  | 10 784 |
| 1989 |        |       |        | 98%   |       |       | 15 039 |
| 2005 | 3 105  | 100%  |        |       |       |       | 3 105  |
| 2009 | 3 900  | 100%  |        |       |       |       | 3 900  |
| 2015 | 4 446  | 100%  |        |       |       |       | 4 446  |

## Architetture
Nella città svettano imponenti i resti della rocca che evoca il carattere di città fortezza che aveva in passato. Le distruzioni degli anni Venti e la guerra hanno fortemente danneggiato il patrimonio architettonico di quella che una volta era chiamata la "Parigi del Caucaso" per la sua intensa attività artistica ed intellettuale.
Pur essendo ancora ben presenti casermoni di epoca sovietica e rovine di palazzi, la ricostruzione della città è proseguita fino al 2020 sia nel restauro di vecchie costruzioni ottocentesche in pietra e legno, sia nell'edificazione di nuovi palazzi che richiamano anche nel materiale utilizzato lo stile armeno.

### Architetture religiose
- Cattedrale di Ġazančec'oc', bombardata nel 2020
- la Kanach Zham (chiesa verde)
- Moschea superiore di Govhar Agha di epoca persiana con i due alti caratteristici minareti.

### Musei
- Museo etnografico
- Museo geologico
- Museo del tappeto
- Museo di belle arti
- Museo del dram

## Amministrazione

### Gemellaggi
- Bourg-lès-Valence, dal 2014[16]
- Villeurbanne, dal 2015[17]
- Gyöngyös, dal 2013 (Dichiarazione di amicizia tra il comune ungherese e la sola comunità azera)[18]
- Saint-Étienne, dal 2018[19]

## Galleria d'immagini

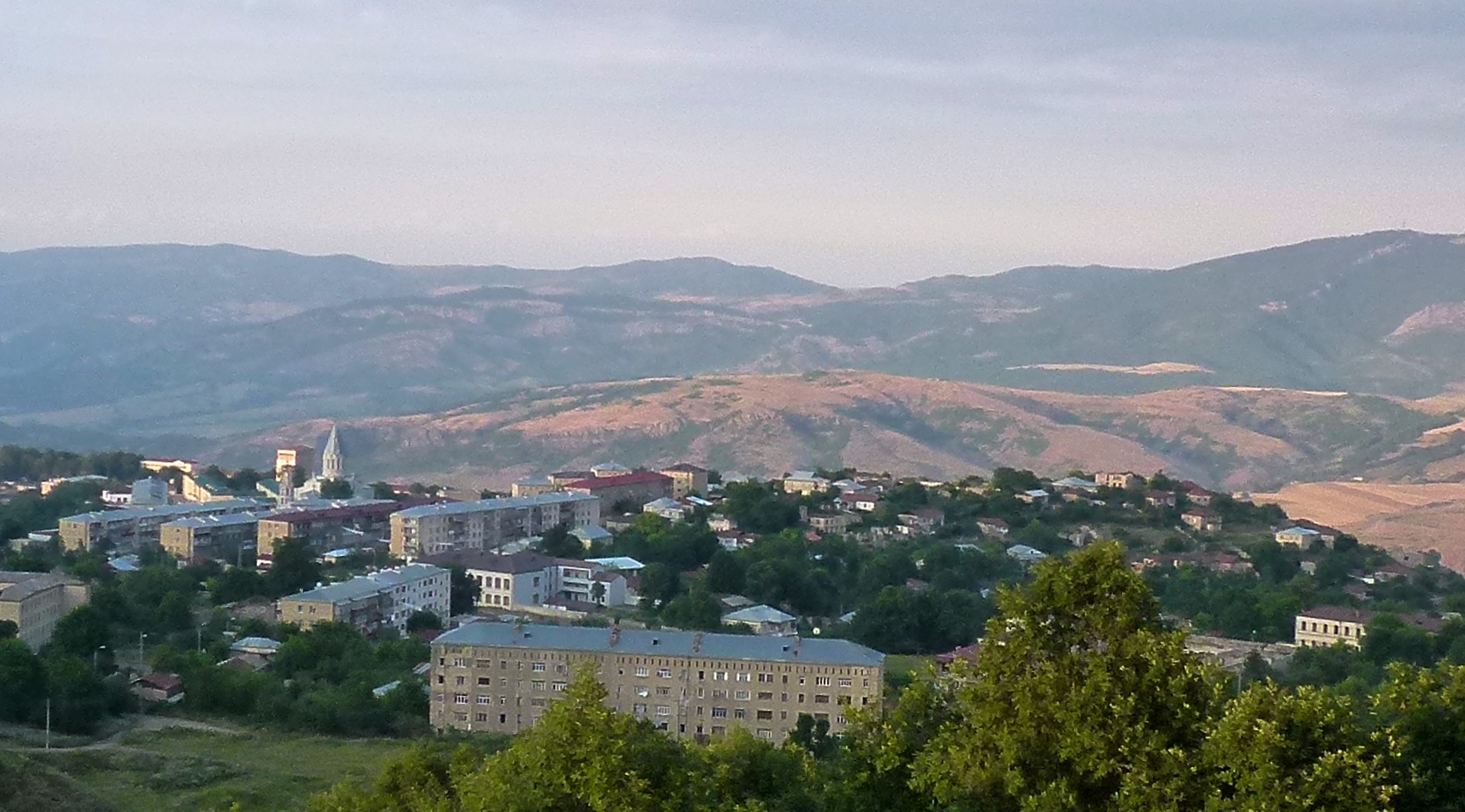
Panorama della città
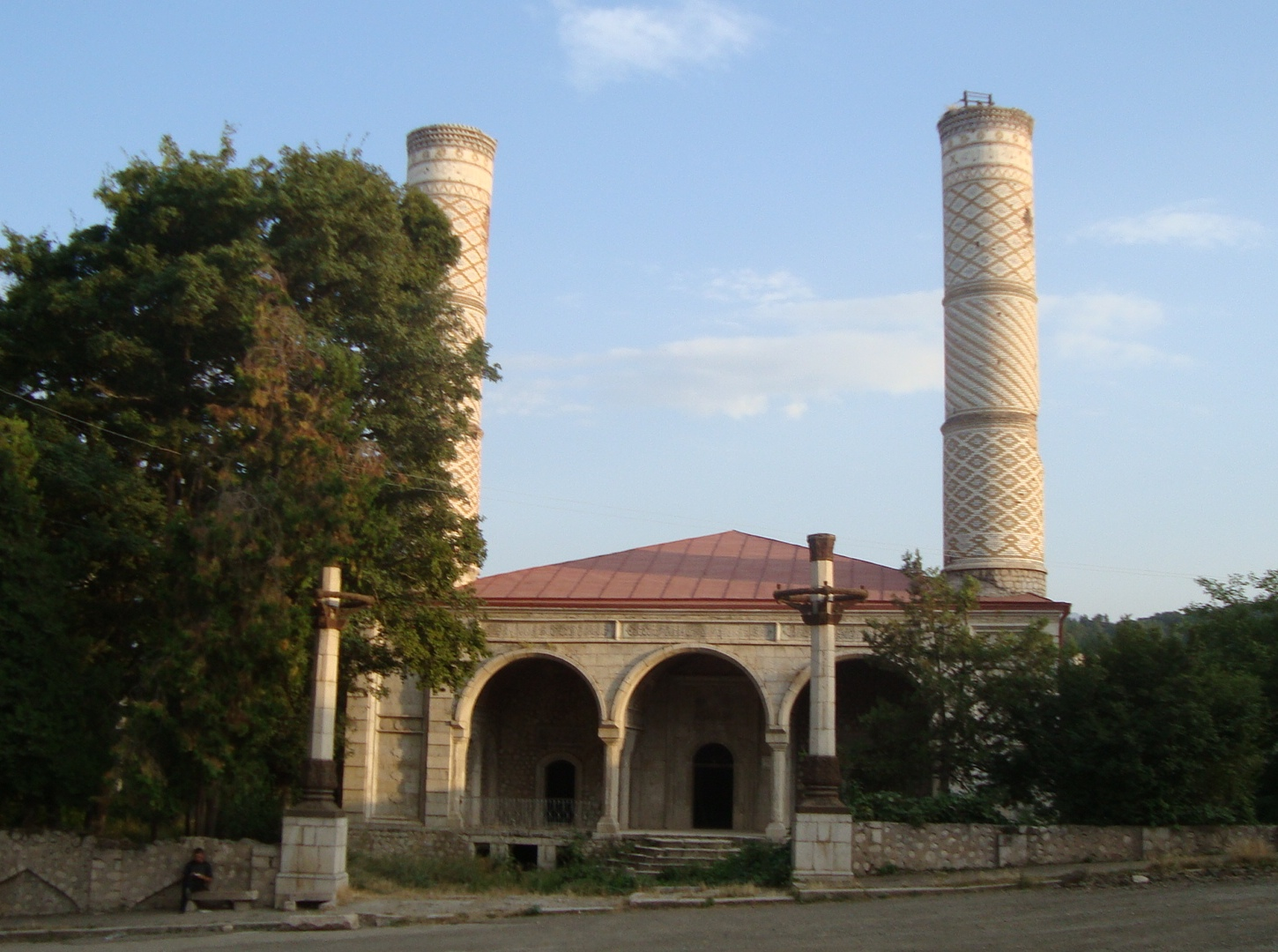
La moschea superiore di Govhar Agha
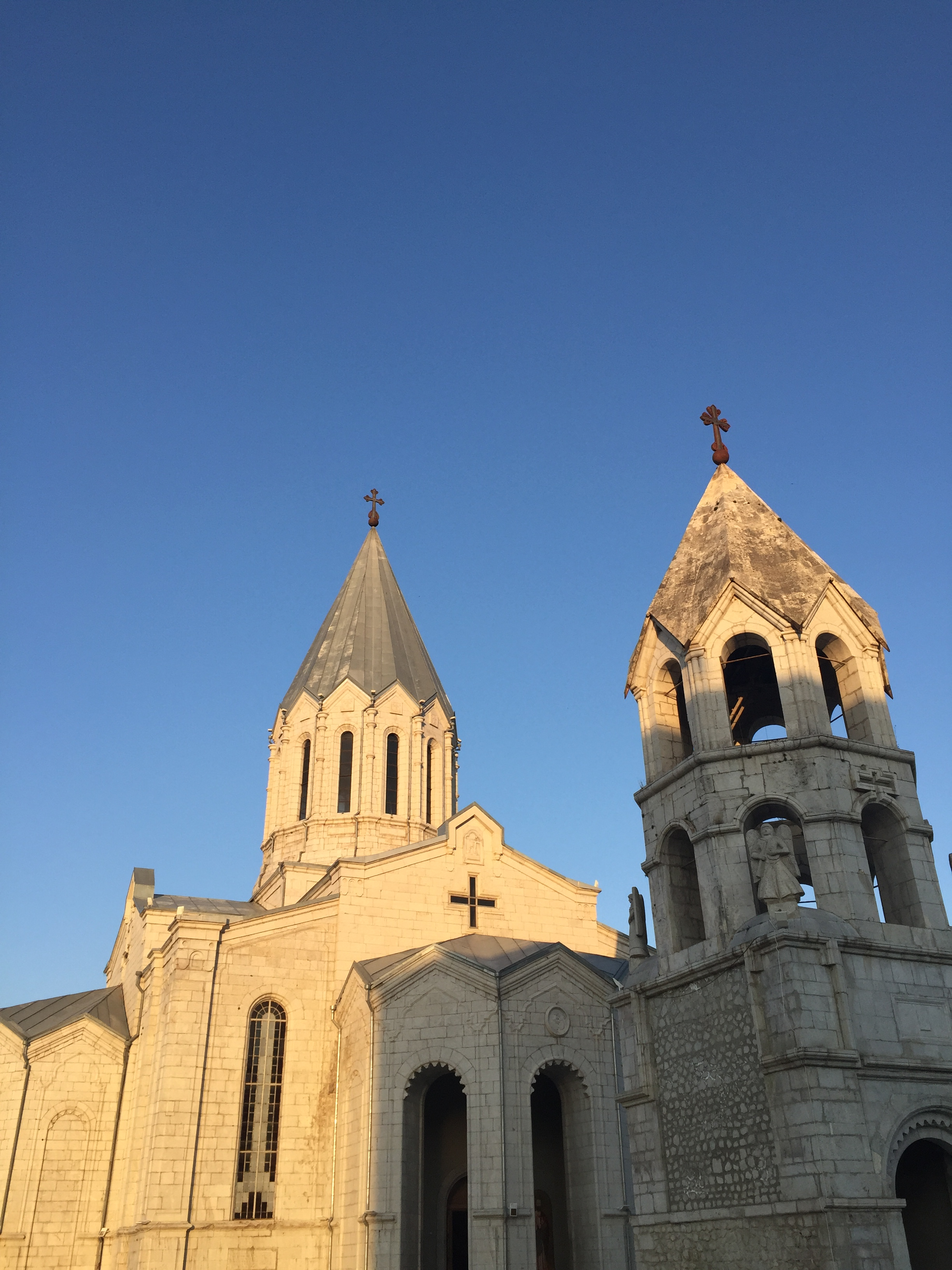
La Cattedrale di Ġazančec'oc'
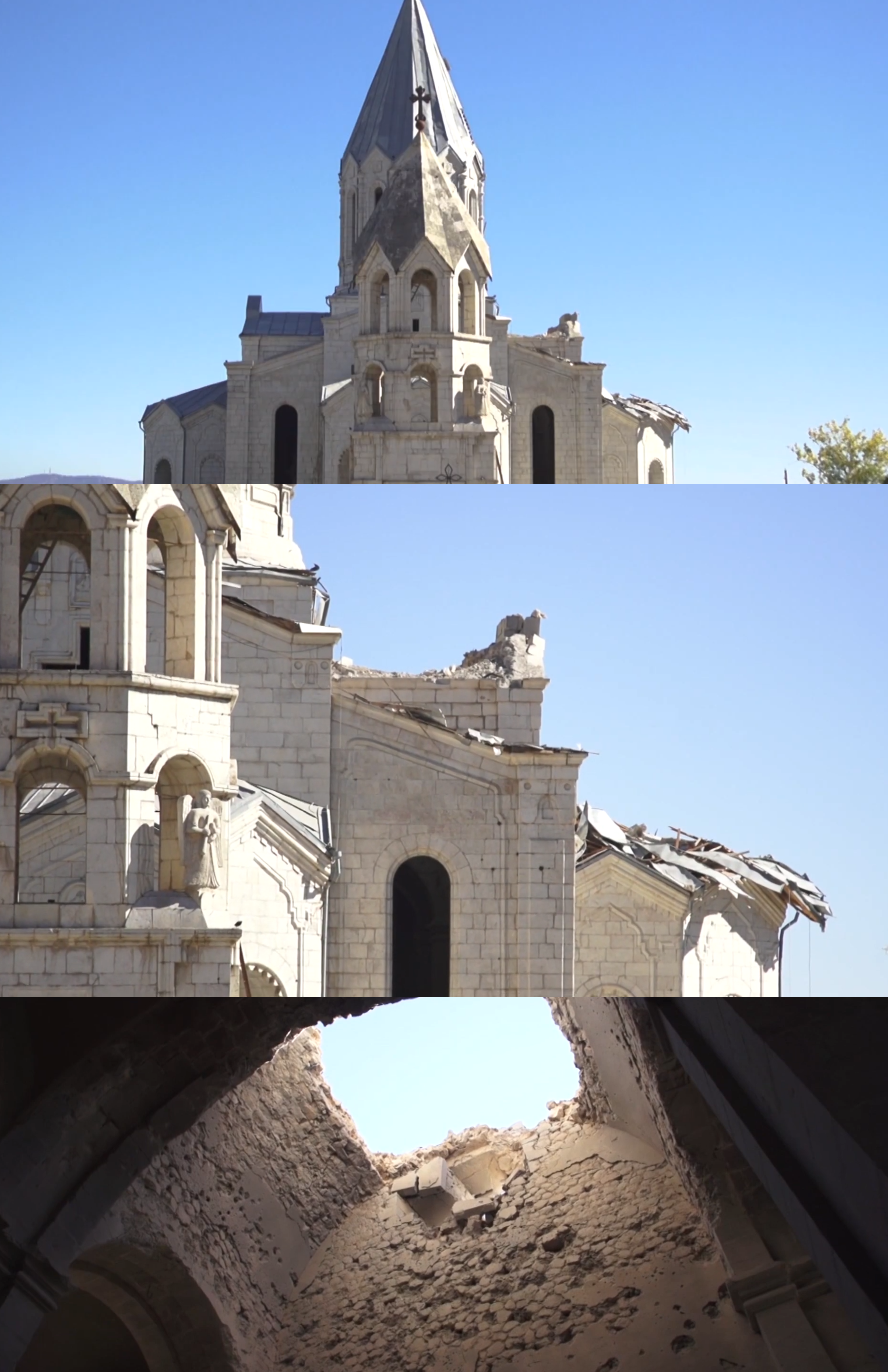
La Cattedrale di Ġazančec'oc' dopo i bombardamenti del 2020
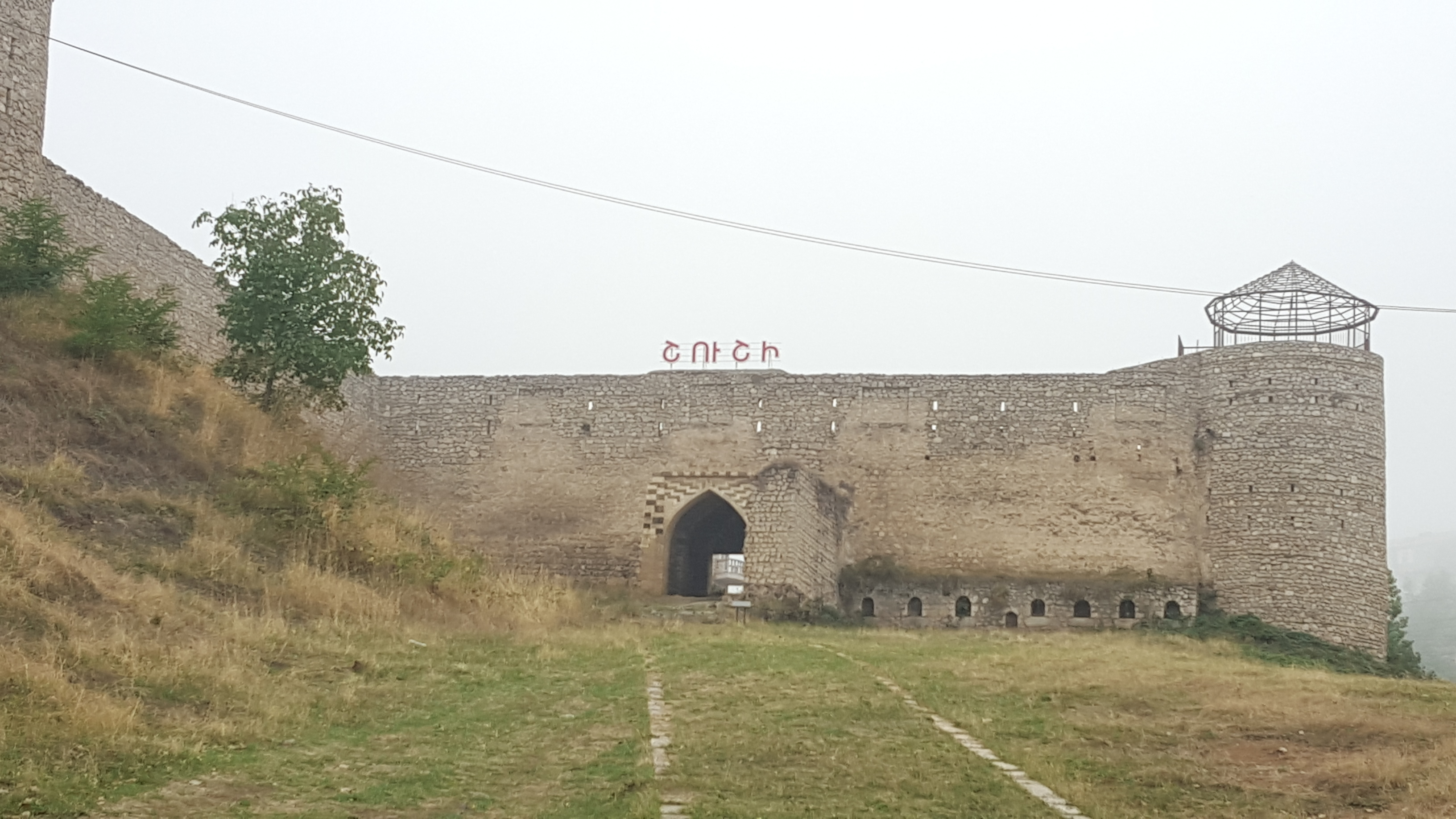
La fortezza
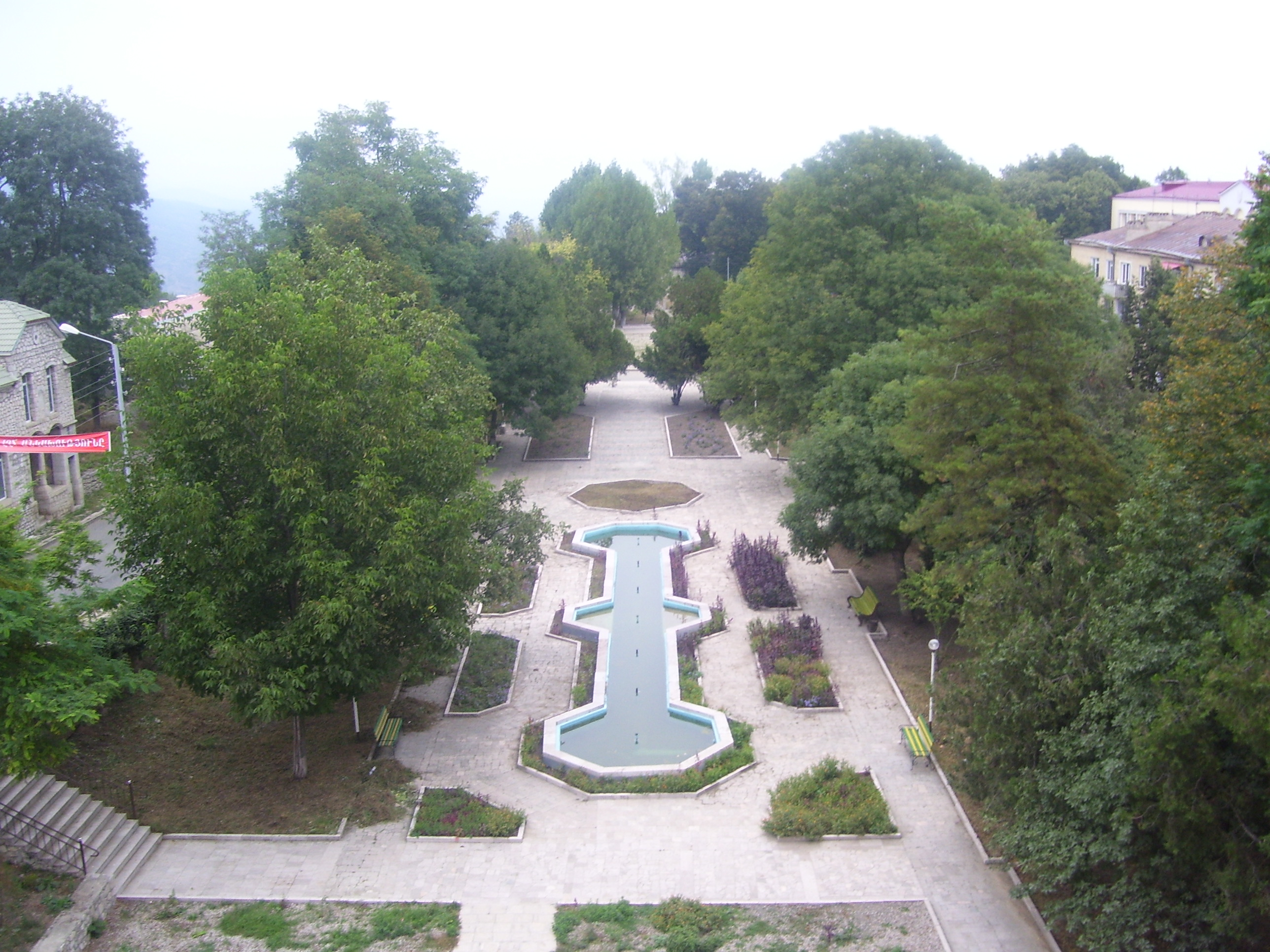
Parco cittadino
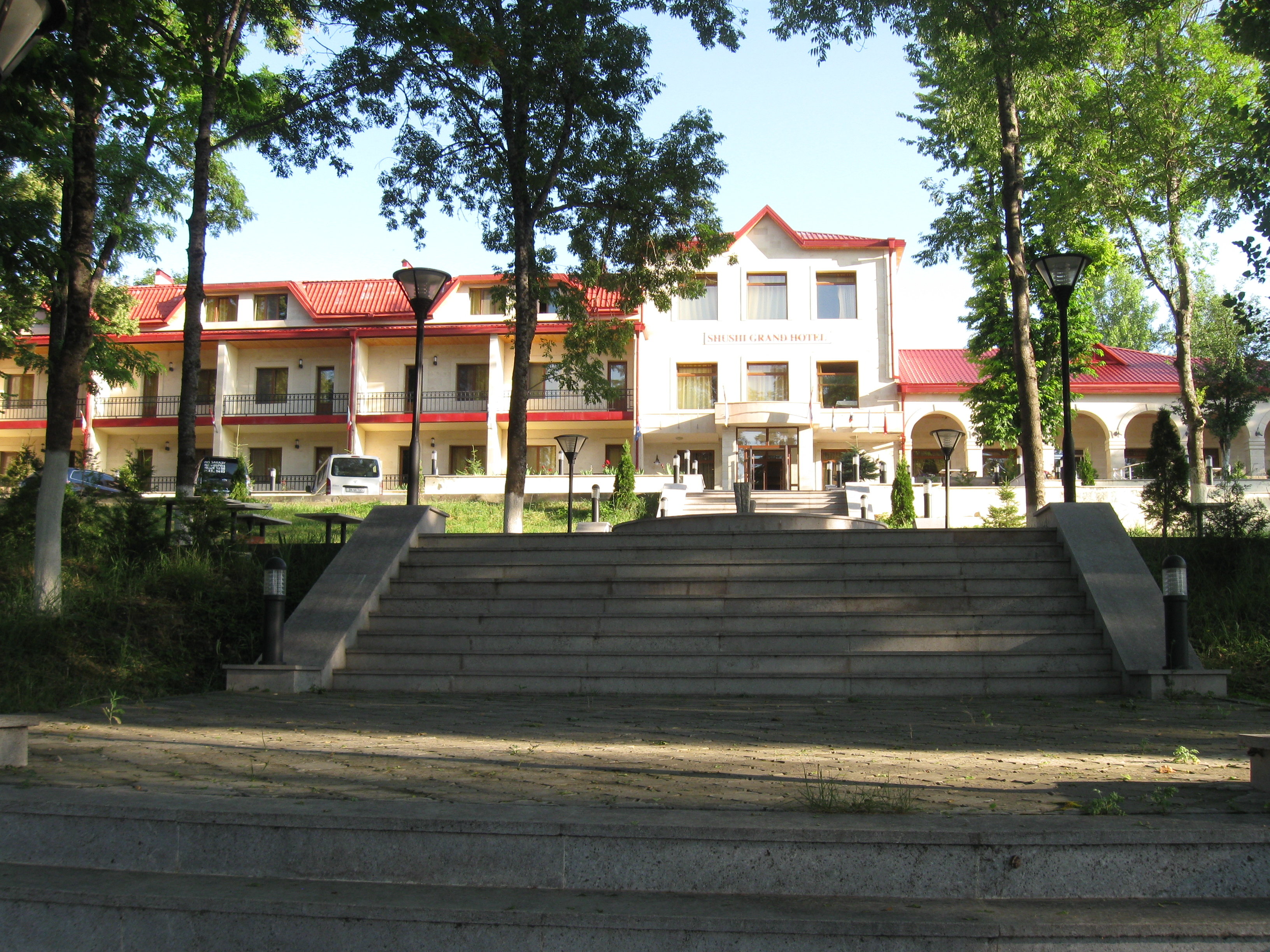
Hotel
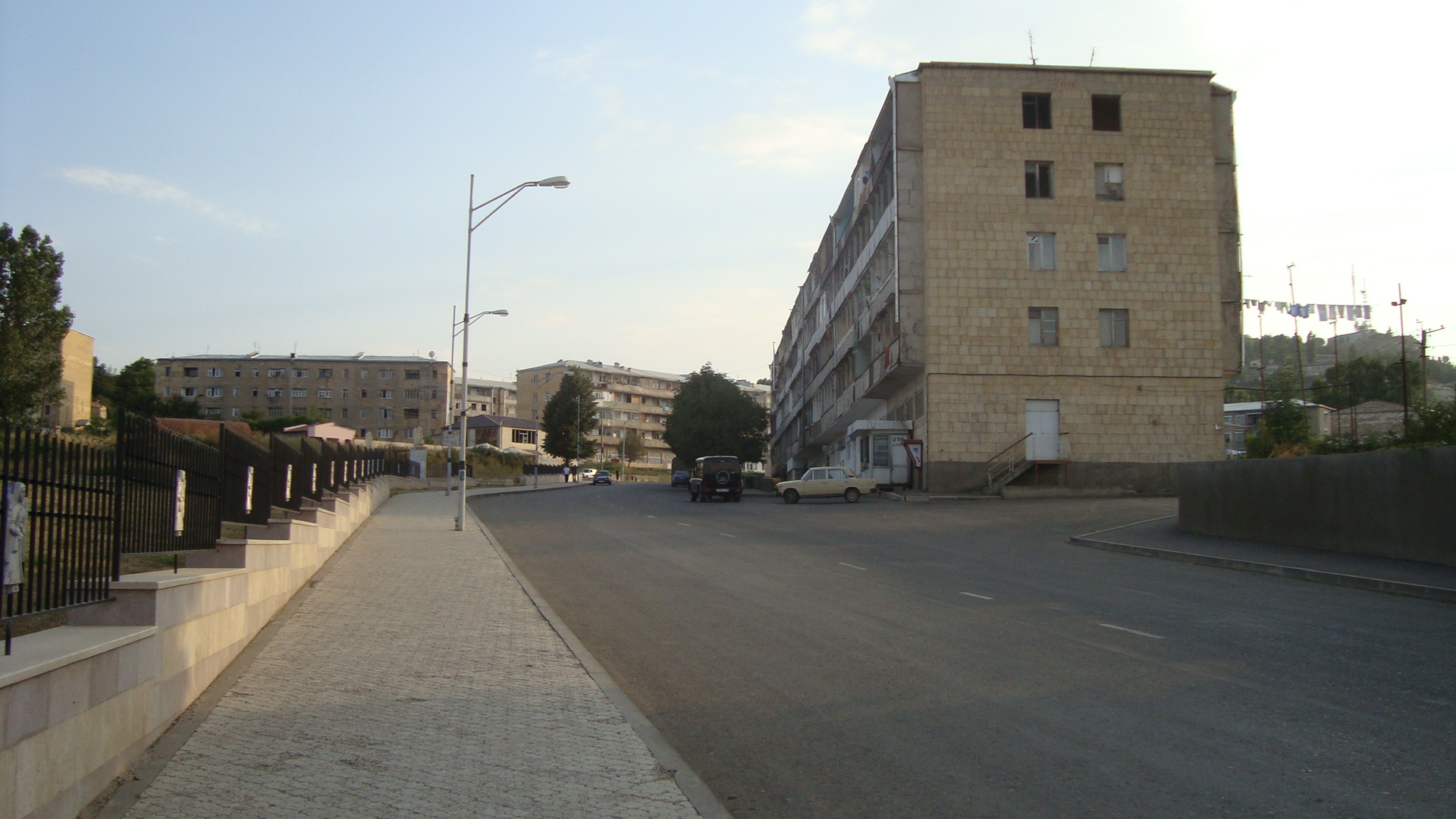
Periferia
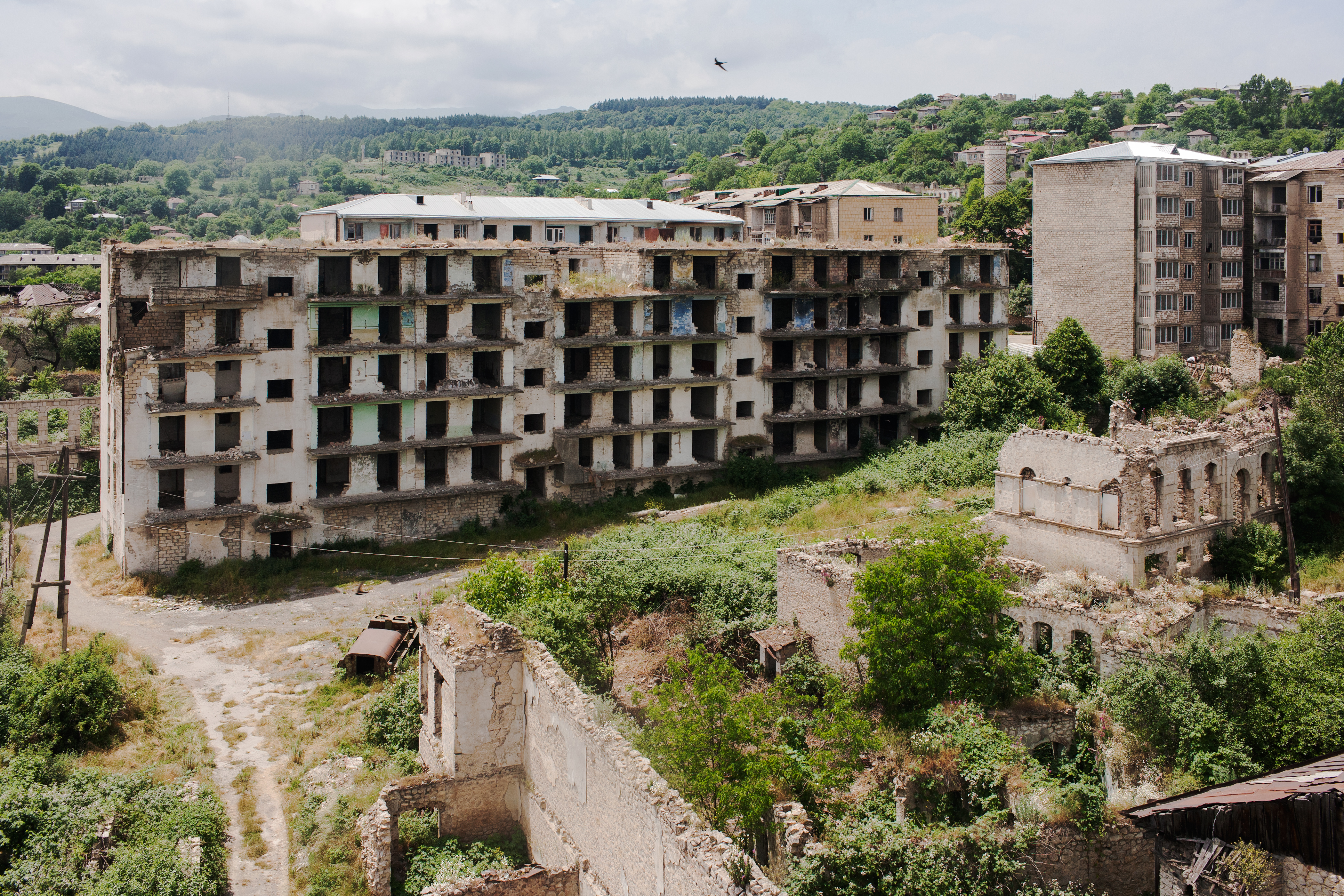
Case distrutte dalla guerra (2010)
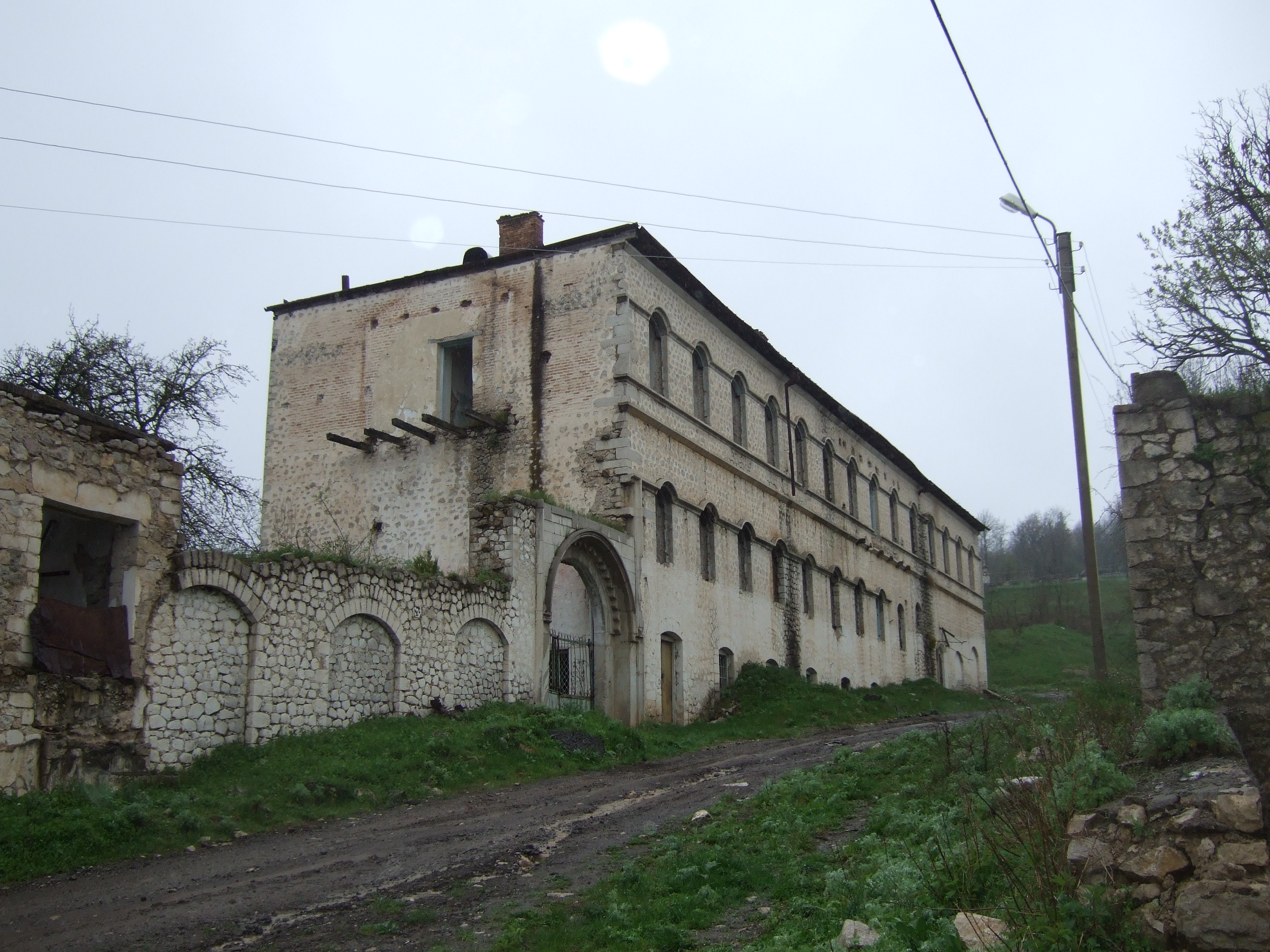
Antico edificio
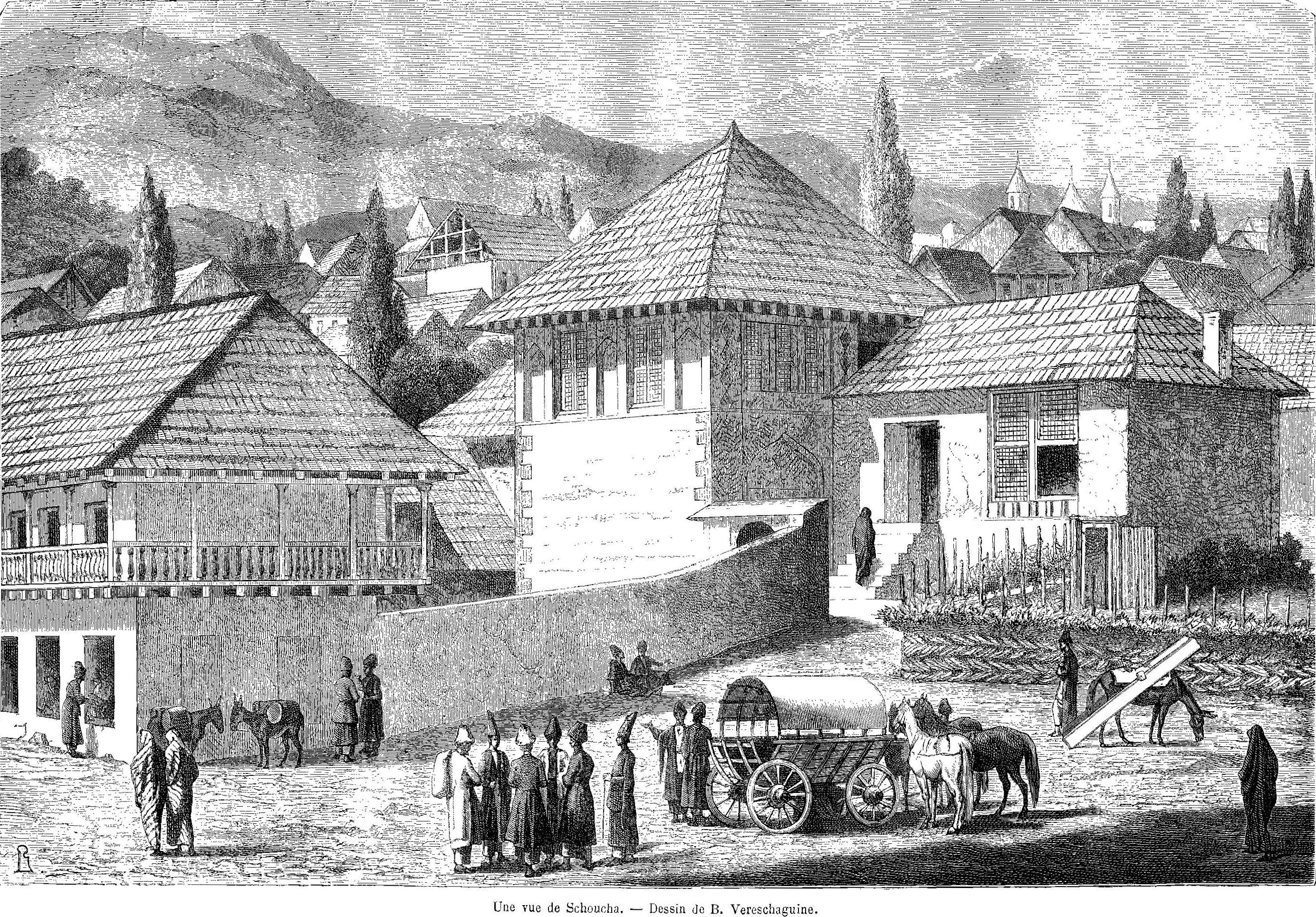
La città nel 1865 (disegno)
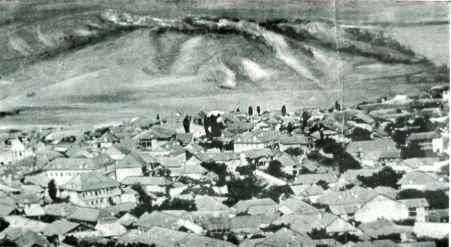
La città nel XIX secolo (foto)